# Poczmistrzowie generalni Wielkiej Brytanii
Lista osób pełniących funkcję Postmaster-General

## XVII wiek
- 1660–1663 Henry Bishop
- 1664–1664 Daniel O’Neill
- 1664–1667 Katherine Stanhope, hrabina Chesterfield
- 1667–1685 Henry Bennet, 1. hrabia Arlington
- 1686–1689 Laurence Hyde, 1. hrabia Rochester
- 1689–1691: John Wildman

W latach 1681–1823 bywało dwóch poczmistrzów, by torysi i wigowie mogli podzielić się patronatem.

## XVIII wiek
- 1708–1715 Sir John Evelyn, 1. baronet Wotton
- 1715–1721 Charles Cornwallis, 4. baron Cornwallis
- 1734–1759 Thomas Lovel, 1. baron Lovel (hrabia Leicester od 1744)
- 1737–1746 Everard Fawkener (przez jakiś czas wspólnie z Lovelem)
- 1759–1765 Robert Hampden, 4. baron Trevor
- 1762–1763 John Perceval, 2. hrabia Egmont
- 1764–1765 Thomas Villiers, 1. baron Hyde
- 1765–1766 Thomas Robinson, 1st Baron Grantham
- 1766–1768 Wills Hill, 1. hrabia Hillsborough
- 1768-? John Montagu, 4. hrabia Sandwich
- 1770–1771 Francis Dashwood, 11. baron le Despencer
- 1771–1789 Henry Carteret, 1. baron Carteret
- 1783 Thomas Foley, 2. baron Foley
- 1789 John Fane, 10. hrabia Westmorland
- 1790–1793 Philip Stanhope, 5. hrabia Chesterfield
- 1794–1798 George Townshend, 1. hrabia Leicester
- 1798–1804 William Eden, 1. baron Auckland

## XIX wiek
- 1806–1807 Robert Hobart, 4. hrabia Buckinghamshire
- 1807–1826: Thomas Pelham, 2. hrabia Chichester
- 1826–1827: Frederick Montagu
- 1827–1830: William Montagu, 5. książę Manchester
- 1830–1834: Charles Gordon-Lennox, 5. książę Richmond
- 1834–1834: Francis Conyngham, 2. markiz Conyngham
- 1834–1835: William Wellesley-Pole, 1. baron Maryborough
- 1835–1835: Francis Conyngham, 2. markiz Conyngham
- 1835–1841: Thomas Anson, 1. hrabia Lichfield
- 1841–1845: William Lowther, wicehrabia Lowther
- 1845–1846: Edward Eliot, 3. hrabia St Germans
- 1846–1852: Ulick de Burgh, 1. markiz Clanricarde
- 1852–1852: Charles Yorke, 4. hrabia Hardwicke
- 1852–1855: Charles Canning, 2. wicehrabia Canning
- 1855–1858: George Campbell
- 1858–1859: Charles Abbot, 2. baron Colchester
- 1859–1860: James Bruce, 8. hrabia Elgin
- 1860–1866: Edward Stanley, 2. baron Stanley of Alderley
- 1866–1868: James Graham, 4. książę Montrose
- 1868–1871: Spencer Cavendish, markiz Hartington
- 1871–1873: William Monsell
- 1873–1874: Lyon Payfair
- 1874–1880: John Manners
- 1880–1884: Henry Fawcett
- 1884–1885: George Shaw-Lefevre
- 1885–1886: John Manners
- 1886–1886: George Glyn, 2. baron Wolverton
- 1886–1891: Henry Raikes
- 1891–1892: James Fergusson
- 1892–1895: Arnold Morley
- 1895–1900: Henry Howard, 15. książę Norfolk

## XX wiek
- 1900–1902: Charles Vane-Tempest-Stewart, 6. markiz Londonderry
- 1902–1903: Austen Chamberlain
- 1903–1905: Edward Stanley, lord Stanley
- 1905–1910: Sydney Buxton
- 1910–1914: Herbert Samuel
- 1914–1915: Charles Hobhouse
- 1915–1916: Herbert Samuel
- 1916–1916: Joseph Pease
- 1916–1921: Albert Illingworth
- 1921–1922: Frederick Kellaway
- 1922–1923: Neville Chamberlain
- 1923–1923: William Joynson-Hicks
- 1923–1924: Laming Worthington-Evans
- 1924–1924: Vernon Hartshorn
- 1924–1929: William Mitchell-Thomson
- 1929–1931: Hastings Lees-Smith
- 1931–1931: Clement Richard Attlee
- 1931–1931: William Ormsby-Gore
- 1931–1935: Kingsley Wood
- 1935–1940: Geoffrey Tryon
- 1940–1942: William Morrison
- 1942–1945: Harry Crookshank
- 1945–1947: William Hare, 5. hrabia Listowel
- 1947–1950: Wilfred Paling
- 1950–1951: Ness Edwards
- 1951–1955: Herbrand Sackville, 9. hrabia De La Warr
- 1955–1957: Charles Hill
- 1957–1959: Ernest Marples
- 1959–1964: Reginald Bevins
- 1964–1966: Tony Benn
- 1966–1968: Edward Short
- 1968–1968: Roy Mason
- 1968–1969: John Stonehouse

W 1969 r. urząd zlikwidowano, a jego kompetencje przejął minister poczty i telekomunikacji.